# Aurélien Fornier
Aurélien Fornier (ur. 14 stycznia 1987) – francuski narciarz dowolny, specjalizujący się w halfpipe’ie. W 2003 roku wywalczył złoty medal podczas mistrzostw świata juniorów w Marble Mountain. W zawodach Pucharu Świata zadebiutował 22 listopada 2003 roku w Saas-Fee, zajmując dziewiąte miejsce. Tym samym już w swoim debiucie zdobył pierwsze pucharowe punkty. Jedyne podium w zawodach PŚ wywalczył 13 marca 2004 roku w Bardonecchii, zajmując drugie miejsce. W klasyfikacji generalnej sezonu 2003/2004 zajął 10. miejsce w klasyfikacji generalnej, a w klasyfikacji halfpipe’a był czwarty. Nigdy nie startował na mistrzostwach świata ani na igrzyskach olimpijskich. W 2005 r. zakończył karierę.

## Osiągnięcia

### Miejsca w klasyfikacji generalnej
- sezon 2003/2004: 10.

### Miejsca na podium
1. Bardonecchia – 13 marca 2004 (halfpipe) – 2. miejsce